# Abralia robsoni
Abralia robsoni är en bläckfiskart som beskrevs av Grimpe 1931. Abralia robsoni ingår i släktet Abralia och familjen Enoploteuthidae. Inga underarter finns listade i Catalogue of Life.